# پاتری
پاتری (به انگلیسی: Pathri) یک منطقهٔ مسکونی در هند است که در بخش پربهانی واقع شده‌است. پاتری ۳۶٬۸۵۳ نفر جمعیت دارد و ۴۲۳ متر بالاتر از سطح دریا واقع شده‌است.